# العلاقات السعودية السريلانكية
العلاقات السعودية السريلانكية يقصد بها العلاقة التي تجمع بين المملكة العربية السعودية بسريلانكا.

## تاريخ العلاقة
في عام 2013 قررت السعودية استدعاء سفيرها في سريلانكا للتشاور ردًا على قرار مماثل اتخذته كولومبو، على إثر توترت العلاقات بين البلدين بعد إعدام خادمة سريلانكية في السعودية اتهمت بقتل طفل رضيع خنقا انتقاما من والديه.
 بلغ عدد العمالة السريلانكية في السعودية عام 2014 حوالي 400 ألف عامل، بينهم أكثر من 280 ألف عمالة منزلية.

## مقارنة بين البلدين
مقارنة عامة:
| وجه المقارنة                                              | السعودية                                  | سيرلانكا                                |
| --------------------------------------------------------- | ----------------------------------------- | --------------------------------------- |
| المساحة (كم2)                                             | 2,149,690 كم² (12)                        | 65,610 كم² (122).                       |
| عدد السكان (نسمة)                                         | 33,413,660 نسمة                           | 21444000 نسمة (2017).                   |
| الكثافة السكانية (ن./كم²)                                 | 15 ن/كم² (205)                            | 308.4 ن/كم² (35)                        |
| العاصمة                                                   | الرياض                                    | كولومبو                                 |
| اللغة الرسمية                                             | العربية                                   | السنهالية، التاميلية، الإنجليزية        |
| العملة                                                    | ريال سعودي SAR                            | روبية سريلانكي LKR                      |
| الناتج المحلي الإجمالي (تعادل القوة الشرائية) بليون دولار | 1,775,143,975,121 دولار جيري-خميس (2017). | 275,824,969,701 دولار جيري-خميس (2017). |
| الناتج المحلي الإجمالي الاسمي للفرد دولار أمريكي          | $23.411 (2018).                           | $3.139 (123), (2010).                   |
| مؤشر التنمية البشرية                                      | 0.847 (2016).                             | 0.770 (2017).                           |
| رمز المكالمات الدولي                                      | 966+                                      | 94+                                     |
| رمز الإنترنت                                              | .sa .السعودية                             | lk.                                     |
| المنطقة الزمنية                                           | توقيت عربي قياسي.                         | ت ع م+05:30                             |

## الاتفاقيات بين الدولتين
قائمة الاتفاقيات التي أبرمها الصندوق السعودي للتنمية لعدد من المشاريع في جمهورية سريلانكا:
| اسم المشروع                                      | المبلغ بملايين الريالات |
| ------------------------------------------------ | ----------------------- |
| تطوير شبكة الطرق                                 | 225                     |
| تطوير حوض كالوقانقا                              | 172.5                   |
| مستشفى الصرع والمراكز الصحية (قرض اضافي)         | 45                      |
| مستشفى الصرع والمراكز الصحية                     | 75                      |
| تطوير الخدمات الطبية في كولومبو                  | 45                      |
| تطوير الخدمات الطبية في كولومبو (قرض اضافي)      | 11                      |
| طريق باتيكالو- ترينكومالي                        | 40                      |
| تطوير حوض مهاويلي جانجا القطاع (ب) بالضفة اليسرى | 85                      |
| نقل الطاقة الكهربائيه                            | 48.13                   |
| مياه ومجاري كولومبو                              | 99.9                    |
| المجموع                                          | 846.5                   |

## العلاقات الاقتصادية
وصل حجم التبادل التجاري بين البلدين في عام 2017م نحو 1,201مليون ريال سعودي منها واردات بقيمة 402 مليون ريال وصادرات بقيمة 799 مليوون ريال بينما في عام 2016م بلغت قيمة التبادل التجاري بين الجانبين حوالي 749 مليون ريال منها واردات بنحو369 مليون رايل وصادرات بنحو 380 مليون ريال سعودي.

### أهم السلع المصدرة لعام 2017
- منتجات معدنية.
- لدائن ومصنوعاتها.
- مواد دابغة; ألوان ودهانات.
- ورق ورق مقوى.
- ألومنيوم ومصنوعاته.

### أهم السلع المستوردة 2017
- بن وشاي وبهارات وتوابل.
- ألبسة مصنرة.
- ألبسة غير مصنرة.
- فواكة.
- أسماك وقشريات.